# Revelations
För andra betydelser, se Revelations (olika betydelser).
Revelations är Audioslaves tredje och sista studioalbum, utgivet den 5 september 2006. Två singlar släpptes från albumet, "Original Fire" och "Revelations". Det blev tvåa på Billboard 200.

## Låtlista
Alla texter skrivna av Chris Cornell, med musik av Audioslave.
1. "Revelations" - 4:13
2. "One and the Same" - 3:38
3. "Sound of a Gun" - 4:20
4. "Until We Fall" - 3:51
5. "Original Fire" - 3:39
6. "Broken City" - 3:49
7. "Somedays" - 3:34
8. "Shape of Things to Come" - 4:35
9. "Jewel of the Summertime" - 3:54
10. "Wide Awake" - 4:27
11. "Nothing Left to Say but Goodbye" - 3:33
12. "Moth" - 4:58